# Piers Bohl
Pour les articles homonymes, voir Bohl.
Piers Bohl, né le 11 octobre 1865 (23 octobre dans le calendrier grégorien) à Walk et mort le 25 décembre 1921 à Riga, est un mathématicien live qui a travaillé sur les fonctions presque périodiques, la mécanique céleste et les équations différentielles.

## Biographie
Fils d'un commerçant germano-balte, Bohl est né en Livonie et a étudié au lycée de la Confrérie de la Chevalerie live (de) de Viljandi puis, à partir de 1884, à la faculté de physique et de mathématiques de l'université de Tartu (entre autres auprès de l'astronome Anders Lindstedt). Il y reçut en 1886 une médaille d'or pour son travail Theorie und Anwendung der Invarianten linearer Differentialgleichungen (Théorie et application des invariants des équations différentielles linéaires) et en 1887, son diplôme de fin d'études. Il travailla ensuite comme enseignant. En 1893, il soutint à Tartu une maîtrise (Über die Darstellung von Funktionen einer Variabeln durch trigonometrische Reihen mit mehreren einer Variabeln proportionalen Argumenten). À partir de 1895, il enseigna à l'Institut balte de technologie de Riga, à l'époque sous domination russe (il enseignait aussi en russe). En 1900, il soutint son habilitation à Tartu, sous la direction d'Adolf Kneser (Über einige in der Mechanik anwendbare Differentialgleichungen allgemeinen Charakters) et devint professeur à Riga. Pendant la Première Guerre mondiale, l'université fut évacuée à Moscou, où Bohl passa trois années éprouvantes. Pendant la courte période d'indépendance de la Lettonie, Bohl retourna en 1919 exercer à l'université de Riga, mais il mourut deux ans plus tard d'une attaque.
Bohl était aussi un champion d'échecs, qui concourut pour Riga, avec le maître d'échecs balte Carl Behting (de), contre d'autres associations européennes d'échecs, comme celle de Berlin. Il trouva, par exemple, une « variante de Riga » de l'ouverture espagnole.
Il ne fut jamais marié.

## Œuvre
Bohl fut le premier à effectuer des recherches (dans son mémoire de maîtrise de 1893) sur les fonctions quasi périodiques, redécouvertes et ainsi nommées, en 1903, par l'astronome français Ernest Esclangon, puis étudiées en détail par Harald Bohr, qui généralisa leur théorie en celle des fonctions presque périodiques. Bohl les étudiait en relation avec des problèmes de mécanique céleste (théorie des perturbations).
Bohl examina aussi, dans sa thèse, des équations différentielles des systèmes mécaniques autour de leurs points d'équilibre, par des méthodes topologiques (en liaison avec Henri Poincaré et Adolf Kneser) et il démontra en 1904 le théorème du point fixe de Brouwer en dimension 3 mais son résultat — sept ans avant les travaux de Luitzen Egbertus Jan Brouwer de 1911 — passa inaperçu.
Il exécuta également un travail précurseur — en rapport aussi avec la mécanique céleste — sur les fonctions d'images uniformément réparties modulo 1, au sens du travail ultérieur de Hermann Weyl.